# 施宣輝
施宣輝（英語：Maverick Shih，1973年5月12日—），生於台灣，企業家。為宏碁集團創辦人施振榮長子，曾任智輝研發公司董事長、宏碁公司自建雲智慧產品事業群總經理，現任宏碁董事、智融集團總經理、安碁資訊董事長、智聯服務董事長。

## 生平
畢業於輔仁大學應用數學系，之後留學美國，取得南加州大學電機博士學位。曾想從事飛行員或賽車手職業，後進入揚智公司美國分公司擔任研發工程師，專長多媒體影音訊號處理技術研發。
回台灣後，曾在輔仁大學教書一年。2005年開始創業，成立智輝研發公司，從事IC設計相關的影音多媒體技術研發。之後加入施振榮投資的神盾公司，以研發指紋辨識晶片、軟體及加密軟體為主。
2011年7月，宏碁公司併購雲端服務公司iGware，施宣輝進入宏碁公司，成為雲端技術事業群負責人。研發宏碁隨享雲服務（Acer Cloud）。
2014年1月22日，宏碁公司成立自建雲暨智慧產品事業群，由施宣輝負責帶領。主要負責雲端加值服務，其提出自建雲（Build Your Own Cloud）的核心願景，為台灣早期投入雲端事業並積極發展的科技人。同年針對個人用戶推出應用程式（abApps）服務，為宏碁自建雲首個跨平台的雲端服務，並於隔年2015用戶數突破一千萬人次。
2017年5月，宏碁自建雲於台北市空軍總部舊址成立BeingLab智聯跨界創新平台，施宣輝擔任計畫主持人。
2018年起，開始投入人工智慧與邊緣運算領域，研發物聯網裝置及應用服務。負責遠距照護事業投資並擔任宏碁集團旗下子公司安碁資訊、智聯服務董事長一職。
2019年8月，辭去宏碁自建雲智慧產品事業群總經理一職，正式進入宏碁公司董事會，擔任董事。